# Ofiklejda

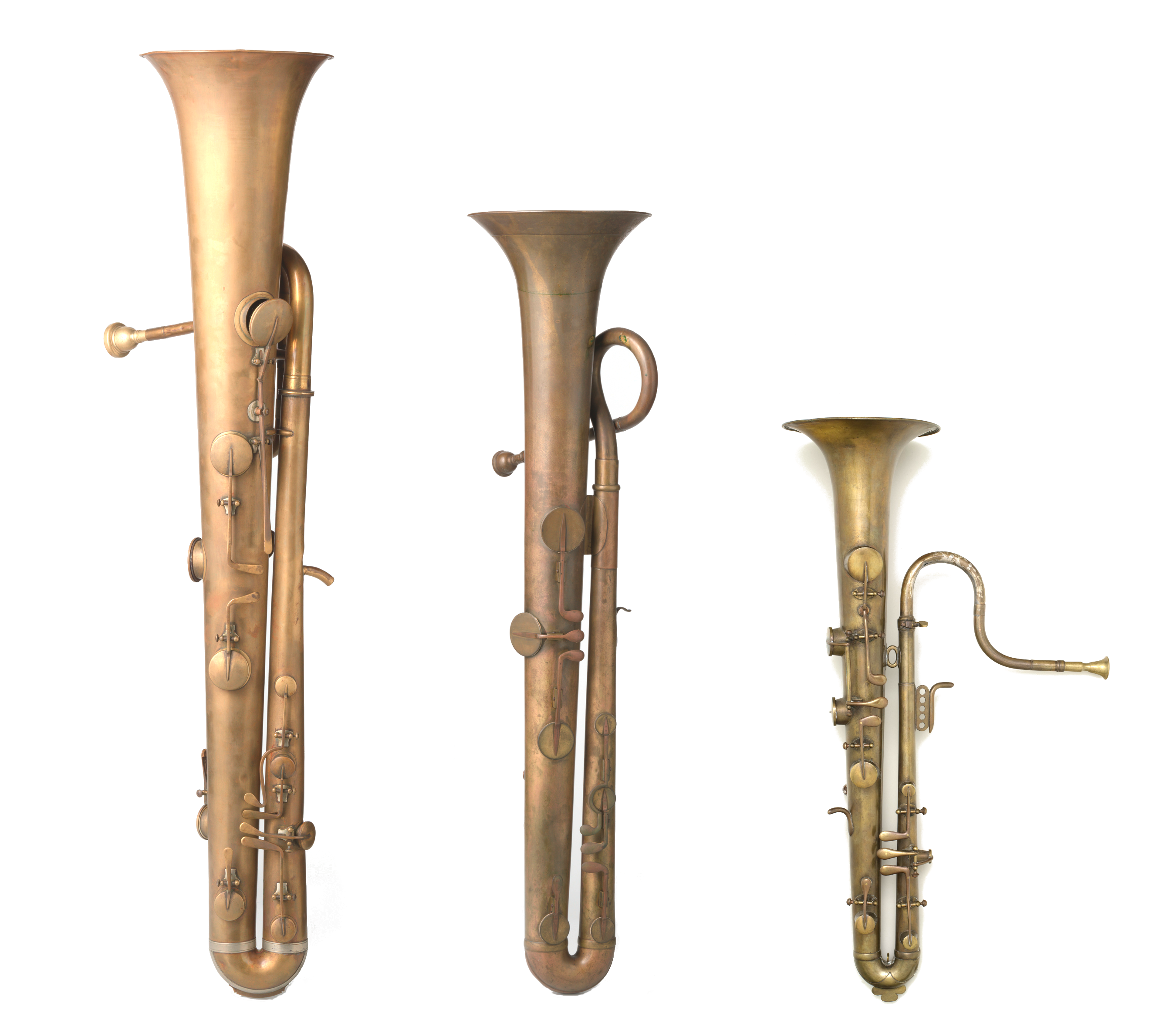
Ofiklejdy: basowa, altowa i sopranowa

Ofiklejda – dawny dęty blaszany instrument muzyczny.
Rozwój ofiklejdy związany jest bezpośrednio z próbą udoskonalenia serpentu. Wprowadzono w nim kilka klap dla dźwięków chromatycznych, a samemu instrumentowi nadano wygodniejszy kształt. Jako pierwszy od dawnej formy serpentu odstąpił w 1789 r. włoski muzyk o imieniu Reibo, osiadły w Lille, wprowadzając zagięcie rury typu fagotowego. Dodał on kilka klap i zmienił sposób wiercenia otworów. Ten tzw. ophibaryton (lub rosyjski fagot) nie był w stanie zastąpić oryginalnego serpentu, lecz stanowił pierwszy krok w kierunku stworzenia nowego instrumentu. W Londynie ok. 1800 r. Francuz Aleksander Firchot i Anglik Jan Astor, wynaleźli instrument podobny do ofiklejdy, a nazywany przez nich: „angielskim rogiem basowym”. Posiadał on kanał o średnicy równej średnicy serpentu, kształt przejął od fagotu i wyposażony został w szeroką czarę głosową oraz system klapowy. Ustnik z kociołkowatym kielichem umieszczony został w esowatej rurce zadęciowej. Pomimo pewnych niedoskonałości, w orkiestrach dętych wykorzystywany był do ok. 1830 r. A. Firchot niejednokrotnie udoskonalał ten instrument dając swym coraz lepszym instrumentom różne nazwy: bassecor, basse-trompette i sprzedając swój patent innym wynalazcom.
Około 1820 r. W. Streitwolf stworzył Chromatisches Basshorn, który posiadał dwa otwory zamykane i dziesięć klap otwieranych, co umożliwiało jednakowo łatwą grę we wszystkich tonacjach.
Za twórcę i wynalazcę ofiklejdy uważa się Jeana Astre'a zwanego Halary. W związku z tendencją do tworzenia całych rodzin instrumentów klapowych, Halary skonstruował kilka większych rogów klapowych, które nazwał ofiklejdami (fr. ophicléides). Mimo swej nazwy ὄφις ophis – gr. "wąż" i κλείς kleis – gr. "klucz, klamra", instrument ten nie miał kształtu wężowatego, lecz fagotową formę rogu basowego.
Były trzy rodzaje ofiklejd: altowa, basowa i kontrabasowa. Kompozytorzy najczęściej wykorzystywali basową. Posiadała ona jedenaście klap i strojona była w trzech skalach C, B, As. Dysponowała skalą H1 - c². Kompozytorzy wykorzystywali ją dla zdwojenia głosu III puzonu.
W muzyce symfonicznej i operowej ofiklejdy użyli m.in.:
- Gaspare Spontini – w operze Olympie (1819 r.),
- Felix Mendelssohn-Bartholdy – w Uwerturze do Snu nocy letniej (1826 r.),
- Jacques Fromental Halévy - w operze Le Juif errant (1852 r.),
- Hector Berlioz - w Requiem (1837 r.) – pięć ofiklejd, w Symfonii fantastycznej (1830 r.) – dwie ofiklejdy,
- Giacomo Meyerbeer - w operze Robert Diabeł (1831 r.),
- Gaetano Donizetti - w operze "Maria Padilla(inne języki)" (1841 r.),

a także Richard Wagner, Michaił Glinka i wielu innych kompozytorów.
Około 1848 r. w Niemczech skonstruowana została tuba, ofiklejda szybko wyszła z użycia. Istnieje teoria, że Adolphe Sax dodając klarnetowy ustnik przekształcił ofiklejdę w saksofon. Jednakże we Francji ofiklejda, mając tam głębsze korzenie, wykorzystywana była do końca XIX wieku. W paryskiej operze ofiklejda używana była do 1874 r.